# Tucà del Chocó
El tucà del Chocó (Ramphastos brevis) és una espècie d'ocell de la família dels ramfàstids (Ramphastidae) que rep en diverses llengües el nom de "tucà del Chocó" (Anglès: Choco Toucan. Francès: Toucan du Choco). Habita la selva humida a la llarga de la costa del Pacífic de l'oest de Colòmbia i nord-oest de l'Equador.